# Poggio Ripaghera - Santa Brigida
Poggio Ripaghera - Santa Brigida este o arie protejată (arie specială de conservare — SAC, sit de importanță comunitară — SCI) din Italia întinsă pe o suprafață de 417 ha, integral pe uscat.

## Localizare
Centrul sitului Poggio Ripaghera - Santa Brigida este situat la coordonatele 43°51′59″N 11°23′05″E / 43.866389°N 11.384722°E.

## Înființare
Situl Poggio Ripaghera - Santa Brigida a fost declarat sit de importanță comunitară în iunie 1995 pentru a proteja 4 specii de animale. Situl a fost protejat și ca arie specială de conservare în mai 2016.

## Biodiversitate
Situată în ecoregiunea mediteraneană, aria protejată conține 4 habitate naturale: Păduri de fag din Apenini cu Taxus și Ilex, Păduri de Castanea sativa, Păduri ilirice de stejar și carpen (Erythronio-Carpinion), Pajiști uscate europene.
La baza desemnării sitului se află mai multe specii protejate:
- păsări (3): vânturel roșu (Falco tinnunculus), sfrâncioc roșiatic (Lanius collurio), ciocârlie de pădure (Lullula arborea)
- nevertebrate (1): Austropotamobius pallipes

Pe lângă speciile protejate, pe teritoriul sitului au mai fost identificate 5 specii de plante, 2 specii de reptile.